# Hunain ibn Ishāq

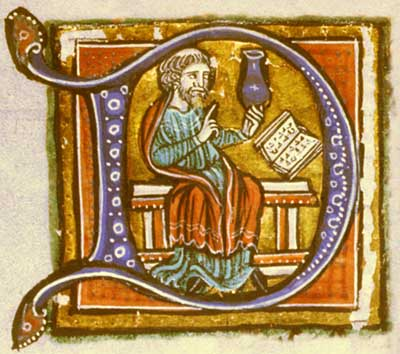
Darstellung Hunain ibn Ishaqs in einer Ausgabe seiner Isagoge

Abū Zaid Hunain ibn Ishāq al-ʿIbādī (arabisch أبو زيد حنين بن إسحاق العبادي, DMG Abū Zaid Ḥunain b. Isḥāq al-ʿIbādī; * 808 in Hira im heutigen Irak; † 873 in Bagdad), kurz Ḥunain ibn Isḥāq (auch Hunayn ibn Ishaq), war ein christlich-arabischer Gelehrter, Übersetzer und Arzt. Sein latinisierter Name lautet Johannitius.  Er verfasste das älteste arabische Lehrbuch der Augenheilkunde.

## Leben
Nach seinem Medizinstudium in Bagdad, wo Ḥunain ibn Isḥāq mit 16 Jahren ein wissbegieriger Schüler von Yuhanna ibn Masawaih (ebenfalls ein nestorianischer Christ) war, unternahm er eine Studienreise nach Alexandria in Ägypten, wo er Griechisch lernte. In Basra studierte er die arabische Sprache. Als nestorianischer Christ beherrschte er die syrische Sprache.
Nach seiner Rückkehr nach Bagdad arbeitete er im Haus der Weisheit in Bagdad, einem kulturellen Zentrum mit der wichtigsten damaligen Übersetzerschule, die durch den Kalifen al-Ma'mũn gefördert wurde. Im Auftrag von Yũhannã ibn Mãsawaih reiste ibn Ishãq mit Kollegen nach Syrien, Palästina und Ägypten, um dort antike Manuskripte der griechischen Wissenschaften, insbesondere Texte von Galenos, zu erwerben. Im Haus der Weisheit übersetzten er und seine Studenten die meist syrischen Versionen der klassischen griechischen Texte in die arabische Sprache. Dadurch wurden diese Werke in der arabischen Welt bekannt. Seine Übersetzungen zeichnen sich durch ihre hohe Qualität aus. Insbesondere sind seine Übersetzungen von Galens Werken aus dem Griechischen (zum Teil auch aus dem Alt-Aramäischen) ins Arabische hervorzuheben, deren griechische Originalmanuskripte verloren gegangen sind. Später wurde er auf den Posten des Chefarztes am Hofe des Kalifen al-Mutawakkil berufen; eine Position, die er bis zu seinem Lebensende innehatte. Zwischenzeitlich ließ ihn der Kalif ins Gefängnis sperren, da er sich weigerte, ein Gift herzustellen, welches für die Ermordung eines Feindes des Kalifen gedacht war.
Hunain ibn Ishāq war auch Autor von etwa 100 eigenen Büchern, insbesondere zu erwähnen ist sein zehngliedriges Werk über Augenheilkunde, welches in Salerno von Konstantin von Afrika lateinisch bearbeitet und als Liber de oculis (Constantini Africani) zur Grundlage der an abendländischen Hochschulen gelehrten Augenheilkunde wurde. Ebenfalls zu nennen ist ein von ihm stammendes Griechisch-Syrische Wörterbuch. Sein Steinbuch (auch Steinbuch des Aristoteles) gehört zu den ältesten erhaltenen Chemie-Büchern und die älteste arabische Handschrift über Mineralogie und baut auf arabischen und spanischen Gelehrten auf. Es werden rund 70 Mineralien beschrieben und die Gewinnung von Metallen beschrieben (Gold, Silber, Blei, Kupfer, Herstellung von Messing, Quecksilber). Er benennt Quecksilber und Grünspan als Gifte.
Ohne die Übersetzungsarbeiten Hunain ibn Ishāqs, aber auch durch seine eigenen Bücher (z. B. die medizinische Isagogik nach Galen und die Augenheilkunde) wären die Werke der antiken Wissenschaften der Nachwelt nicht erhalten geblieben und das damalige Wissen nicht erweitert worden. Durch die von ihm geprägten Fachtermini wurde die arabische Sprache erst zur Wissenschaftssprache. Seine Übersetzungsmethoden sind bis heute anerkannt.
Sein Sohn Ishāq ibn Hunain und der Sohn Hubayš Ibn al-Hasan al-A‘sam al-Dimašqī († 888) seiner Schwester waren seine engsten Mitarbeiter bei den Übersetzungen, insbesondere der philosophischen Quellen. Laut der Enzyklopädie Kitab al-Fihrist des Ibn al-Nadim († 998) hat Hunain Platons Politeia und Nomoi übersetzt, außerdem sein Sohn den Sophistes. Mit seinen Mitarbeitern soll Hunain auch Werke von Hippokrates und mathematische Werke von Euklid und Archimedes, Werke der Logik von Aristoteles und Platons Timaios übersetzt haben. Einige von Hunains Werken wurden von Moses ibn Tibbon ins Hebräische übersetzt.

## Schriften und Übersetzungen
- Isagoge Joannitii in tegni Galieni primus liber medicine. W. Stöcket, Leipzig 1497.
- Isagoge sive introductio Johannitii in artem parvam Galeni de medicina speculativa. Straßburg 1534.
- Abraham Loewenthal: Honein ibn Ishâk. Sinnsprüche der Philosophen. Nach der hebräischen Übersetzung Charisis ins Deutsche übertragen und erläutert von A. Loewenthal. S. Calvary, Berlin 1896.
- Karl Merkle: Die Sittensprüche der Philosophen „Kitab adab al-falásifa“ von Honein Ibn Ishaq. Leipzig 1921.
- Gotthelf Bergsträsser (Hrsg.): Ḥunain ibn Isḥāq Über die syrischen und arabischen Galen-Übersetzungen. Leipzig 1925 (= Abhandlungen für die Kunde des Morgenlandes. Band 17, 2). (Digitalisat).
- Gotthelf Bergsträsser: Ḥunain ibn Isḥāq und seine Schule. Sprach- und literaturgeschichtliche Untersuchungen zu den arabischen Hippokrates- und Galen-Übersetzungen. Leiden 1913.
- Gotthelf Bergsträsser: Neue Materialien zu Ḥunain ibn Isḥāq’s Galenbibliographie. Leipzig 1932 (= Abhandlungen für die Kunde des Morgenlandes. Band 19, 2).
- Manuela Marín, David Waines (Hrsg.): Kanz al-fawāʾid fī tanwīʿ al-mawāʾid (Medieval Arab Islamic culinary art). 1993 (= Bibliotheca Islamica. Band 40). (Digitalisat).
- Zehn Abhandlungen über das Auge. S. Max Meyerhof: The Book of the Ten Treatises on the Eye Ascribed to Hunayn ibn-Ishaq (809–877 A.D.) The Earliest existing Systematic Textbook on Ophthalmology. Übersetzt und herausgegeben von S. Max Meyerhof. Government Press, Kairo 1928.
- Kitab idrāk haqīqat al-diyāna. Herausgegeben und ins Französische übersetzt von Louis Cheikhô. In: Carl Bezold (Hrsg.): Orientalische Studien. Theodor Nöldeke zum siebzigsten Geburtstag. Band 1. Gießen 1906. Neue Edition: Samir Khalil Samir: Maqālat Hunayn Ibn Ishāq fī „kayfiyyat idrāk haqīqat al diyāna“. In: al-Mašriq. Band 71, 1997, S. 345–363 (arabisch) und 565–566 (französisches Abstract).
- Kitāb al-ʿAšr maqālāt fī l-ʿain.[6]
- Julius Ruska und andere (Hrsg.): Das Steinbuch des Aristoteles (= Untersuchungen über das Steinbuch des Aristoteles). Heidelberg 1911.